# ネストル・マルコーニ
ネストル・マルコーニ（Néstor Eude Marconi, 1942年6月15日 - ）は、アルゼンチン・タンゴのバンドネオン奏者、作曲者、指揮者、編曲者。

## 経歴

### 生い立ち
1942年6月15日、アルゼンチンサンタフェ州ロサリオ生まれ。11歳よりピアノと作曲の勉強を始める。音楽理論をアルトゥーロ・シュナイダー(Arturo Schneider)に、また和声と対位法をルイス・ミリシ(Luis Mirisi)に師事。父親に買ってもらったバンドネオンに魅せられる。現在、バンドネオンのヴィルトゥオーゾ、最高のテクニシャンと言われるマルコーニだが、バンドネオン奏法はピアノで学んだ事をバンドネオンに応用させる、という形で独学で習得したのである。と同時にその当時のラウレンス、トロイロ、ピアソラ他の楽団マスター達の演奏に触れ、多大な影響を受ける。16歳でプロデビュー（RosarioのラジオLT3スタジオ）。20歳より家族とともにブエノスアイレスに拠点を移す。ホセ・バッソのオーケストラのメンバーとなり、中南米ツアーやカーニョカトルセでの演奏活動をする。

### 1970年代
初頭よりすでにオラシオ・サルガン、アストル・ピアソラ、エンリケ・スタンポーニ、エクトル・スタンポーニ等、タンゴ界の著名人と名を連ねるほどになる。バングアトリオ(Vanguatrio; Néstor Marconi, Omar Valente y Héctor Console) 結成。二枚のアルバム、tonodisc-1048及びtonodisc-1109が問題作と言われた。ほか、多くの楽団の活動にバンドネオン奏者、編曲家、指揮者としてタンゴ界で大活躍をする。一方、驚異的ともいえるテクニックに裏づけされた自由な発想・スピード感、ジャズ的に洗練されたリズム的魅力を放つ。しかしながら、伝統を重視するタンゴ愛好家・保守派からは批判を受けることもあった。

### 1980年代
世界を舞台に目覚しい活動をする。アストル・ピアソラ、オラシオ・フレールのブエノスアイレスのマリアのプロジェクトに参加。カルロス・コープスやアルゼンチン・バレエと共に米国、中米、ブラジル、ウルグアイ、スペイン、フランス、デンマーク、スウェーデン、ノルウェイ、フィンランド、ドイツ、日本の多くの舞台で共演。フランク・シナトラやドン・コスタの率いるオーケストラで卓越した演奏をみせる。タンギッシモ公演の楽団指揮者として来日、高い評価を得る。フェルナンド・E・ソラナス監督映画、「スール その先は･･･愛」にタンゴ歌手ロベルト・ゴジェネチェと共に出演。

### 1990年代
マルコーニの活動はタンゴ界のみにとどまるだけではなく、世界各地でクラシックの分野での演奏者としても活躍するようになる。バンドネオンとオーケストラの作品のソリストとしての演奏をはじめ、ピアソラのバンドネオンのための3つのタンゴなど。ブエノスアイレスコロン劇場、英国、スイス、オーストリア、ドイツ、フランス、カナダ、米国などの舞台で、多数のオーケストラ、指揮者と共演。1997年12月、「ヨーヨー・マと友人たち」という名でピアソラの音楽をベースにしたCD「Alma de Tango」を発表。1998年、スペインのカルロス・サウラ監督による映画「タンゴ」に出演。

### 2000年代
ソリストとしての演奏活動の他、マルコーニ・トリオ、ヌエーボ・キンテート・レアルのメンバー。アルゼンチン国立オーケストラ Juan de Dios Filbertoの常任指揮者。近年、これまでに培われてきた世界をより発展させる形で、タンゴにベースを置きつつ、上質で洗練された自身の作曲を発表している。2003年、コロン劇場におけるタンゴフェスティバルにてバンドネオンとオーケストラのためのコンチェルト「Tangos Concertantes」を初演。2004年、コロン劇場、アルゲリッチ音楽祭ではマルコーニ自身の指揮・バンドネオン演奏、マルタ・アルゲリッチのピアノで「Tangos Concertantes」を演奏。2006年、別府アルゲリッチ音楽祭に出演。「Escuela de Tango de Emilio Balcarce」のオーケストラ指揮者。2007年4月14日、カメラータ・バリローチェの40周年のための作品「Cameratangos」を初演。

### 2010年代
弟子・三浦一馬との共演「バンドネオン・ヒーローズ」で日本公演を実現し絶賛される。かつての「前衛派」的色彩はさほど感じられなくなっても、古今のタンゴを全て統合したかのような表現力の広い音色で聴衆を圧倒し続けている。70歳を超えても、その衰えは見られない。

## 芸風
ピリオドタンゴ、モダンタンゴ、コンテンポラリータンゴの3つを兼ね揃えた心技体の全てで非の打ち所のないプレイを披露している人物の一人である。現在はセステートの活動が目立つオラシオ・ロモなどと並ぶ第一級の名人である。若いときは当然「前衛派」と目されており、ジャズ的なスイング、半音階和声なども自在に使いこなし、オールドファンの顰蹙を買った。
ピアソラ後継と目されることが多いが、全体的な編曲は近現代趣味を抑えて各奏者にバランスよくソロを配分するため論理的に明快なサウンドが特徴である。これは近現代趣味が披露できてもあえてそれをやらなかった先人ホセ・バッソの影響を感じることができる。この点奔放に走るレオポルド・フェデリコとは対照的である。

## ディスコグラフィー
ミラー・スール（アルゼンチン)、ミラン（フランス）、JCVビクター（日本）、ソニー・クラシカル、ワーナーミュージックなどから多数のCDをリリースしている。その他、マルコーニがゲストとして参加しているCDは数多くあり、このことからも、音楽仲間がマルコーニに寄せる評価と信頼を推し量ることができるといえよう。また、1990年作品フェルナンド・E・ソラナス監督の映画「ラテンアメリカ　光と影の詩」オリジナルサウンドトラックでは、当初予定されていたピアソラが病で倒れたため、急遽マルコーニが演奏したものである。

### 近年の音盤
- Japon’91 (Discos Melopea) -Octeto de Buenos Aires-
- 1996 Néstor Marconi Trio (Discos Melopea)
- 1999 Néstor Marconi Trio「BIEN DE ARRIBA」(Warner Music Argentina)
- 2001 Sobre Imagenes (Warner Music Argentina)
- 2008 Tiempo esperado (EPSA MUSIC) -Solo Bandonéon-

## 受賞歴
- 1985 KONES (Instrumentista de TANGO)
- 1995 KONES (Instrumentista de TANGO)
- 2005 KONES (Instrumentista de TANGO)